# Island of Lost Men
Pour plus de détails, voir Fiche technique et Distribution.
Island of Lost Men est un film américain de Kurt Neumann sorti en 1939. Il met en scène les acteurs et actrices Anna May Wong, J. Carrol Naish et Anthony Quinn. C'est un remake du film Le Fou des îles (1933).

## Synopsis
Kim Ling, la fille d’un général accusé d’avoir détourné 300 000 dollars de fonds publics, enquête sur sa disparition. Elle découvre finalement un camp de travail dirigé par Gregory Prin au nord de Singapour. Là, elle rencontre Chang Tai, qui est sous couverture pour enquêter sur les activités de Prin. Ensemble, ils parviennent à découvrir le père de Ling et l’argent, ainsi qu’à identifier plusieurs fugitifs connus. Après l’arrivée de Tex Ballister, qui révèle la véritable identité de Tai et tente de faire chanter Prin, une rébellion locale s’enflamme. Cela permet à Ling, son père et Tai de s’échapper.

## Fiche technique
- Titre : Island of Lost Men
- Réalisation : Kurt Neumann
- Scénaristes : Norman Reilly Raine, Frank Butler, William R. Lipman, Horace McCoy
- Producteurs : Eugene J. Zukor, William LeBaron
- Musique : John Leipold, Victor Young
- Directeur de la photographie : Karl Struss
- Ingénieurs du son : George Dutton, Don Johnson
- Montage : Ellsworth Hoagland
- Direction artistique : Franz Bachelin, Hans Dreier
- Durée : 63 minutes
- Pays :  États-Unis
- Langue : Anglais
- Couleur : Noir et Blanc
- Format : 1,37 : 1
- Son : Mono
- Société de production : Paramount Pictures
- Date de sortie :
  - États-Unis :16 août 1939

## Distribution
- Anna May Wong : Kim Ling
- J. Carrol Naish : Gregory Prin
- Eric Blore : Herbert
- Ernest Truex : Frobenius
- Broderick Crawford : Tex Ballister
- Anthony Quinn : Chang Tai
- William Haade : Hambly
- Rudolf Forster : Prof. Sen
- Richard Loo : Gen. Ahn Ling
- Lal Chand Mehra (non crédité) : un hindou